# Osirak
Osirak est le nom d'un ancien réacteur nucléaire expérimental de 40 MW situé en Irak dans le centre de recherche nucléaire d'Al-Tuwaitha (en) dans la banlieue sud-est de Bagdad.
Il est construit en 1975 par la France, et était officiellement destiné à des recherches civiles sur le nucléaire. Plusieurs pays redoutaient qu'il serve à développer la bombe atomique pour le régime irakien.
Le 30 septembre 1980, au début de la guerre Iran-Irak, le réacteur Osirak est attaqué par des jets militaires iraniens. Un an plus tard, le 7 juin 1981, il est sévèrement endommagé par l'armée de l'air israélienne lors de l'opération Opéra. En 1991, il est de nouveau ciblé, par l'armée américaine lors de la guerre du Golfe.

## Accord franco-irakien
En 1975, Saddam Hussein se rend en week-end en Provence, où il rencontre Jacques Chirac, alors Premier ministre de Valéry Giscard d'Estaing qui s'était déjà rendu à Bagdad en septembre 1974. Saddam Hussein rencontre également Giscard à Paris, et visite le centre de Cadarache avec Chirac.
Le 18 novembre 1975, un accord de coopération nucléaire franco-irakien "pour l’utilisation de l’énergie nucléaire à des fins pacifiques" est signé à Bagdad,.
Initialement l'Irak était intéressé par un réacteur nucléaire de 1 500 MW. En 1976, l'Irak achète à la France un petit réacteur de recherche, Osirak, copie conforme du réacteur nucléaire de recherche français Osiris installé à Saclay (d'une puissance de 70 MW). Saint-Gobain, Bouygues et Technicatome, partenaires du CEA, sont chargés du contrat. La centrale doit comporter en fait deux réacteurs : Osirak (appelé Tamuz 1 par les Irakiens) et un petit, Isis (Tamuz 2).

## Controverse
Dès le 8 septembre 1975, le journal libanais El Ousbou El Arabi publie une déclaration du vice-président irakien Saddam Hussein : « L'accord avec la France est le premier pas concret vers la production de l'arme atomique arabe ».
Plusieurs pays dont Israël et les États-Unis redoutent que la centrale nucléaire construite serve à développer la bombe atomique pour le régime irakien.
La centrale pouvait produire du plutonium, mais cela fut toujours démenti par le CEA. En 1990, l'ancien ministre de la Défense et administrateur du CEA à l'époque de la visite en France de Saddam Hussein, André Giraud, assura que ce contrat ne pouvait mener l'Irak à acquérir la bombe atomique. Cela fut cependant contesté, entre autres par un article dans les Temps modernes écrit par Georges Amsel et d'autres physiciens, dans lequel ils affirmaient que si la France avait, comme prévu, livré les six charges d'uranium enrichi à 93 % (80 kg) prévues dans le contrat (seules deux charges furent livrées, à la suite des pressions américaines et israéliennes), « c'était là de quoi offrir sur un plateau à l'Irak de quoi faire cinq bombes atomiques ».
Après avoir donné une aide technique initiale, la France a finalement décliné la demande de reconstruction du réacteur en 1984 à la suite de sa destruction en 1981.

## Sabotage, assassinat,  bombardements, destruction
Le 6 avril 1979, le Mossad, une agence de renseignement israélienne, détruit avec des bombes à charge creuse, lors d'une opération commando à l'intérieur de l'usine de Constructions navales et industrielles de la Méditerranée (CNIM), à La Seyne-sur-Mer (Var), la cuve en acier du réacteur d'Osirak. La France répare les dégâts, mais dans la nuit du 13 au 14 juin 1980, le Mossad égorge dans l'hôtel Le Méridien à Paris l'égyptien Yahya Al-Meshad, membre de la Commission atomique irakienne. Des ingénieurs du CEA reçoivent par ailleurs des lettres de menace.
Le 30 septembre 1980, au début de la guerre Iran-Irak, deux chasseurs-bombardiers F-4 Phantom de la Force aérienne de la république islamique d'Iran attaquent lors de l'opération Scorch Sword avec douze bombes Mk 82 le centre de recherches de Tuwaitha à Bagdad mais sans toucher directement les deux réacteurs Osirak et Isis. Il s'agit de la première attaque militaire visant un site nucléaire.

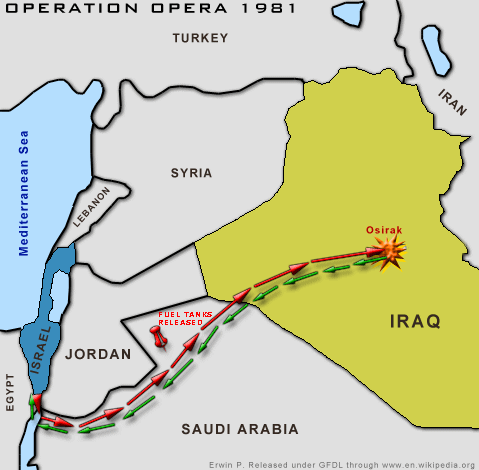
Carte de l'opération Opéra de bombardement dOsirak.

Finalement, le réacteur a été détruit lors d'un bombardement mené par Israël qui craignait que l'Irak n'accède à l'arme nucléaire par huit F-16 et six F-15 avec seize bombes d'une tonne, le 7 juin 1981. C'est l'opération Opéra à laquelle participe le colonel et futur premier astronaute israélien, Ilan Ramon, ainsi qu'Amos Yadlin (en), futur chef de l'Aman, les services de renseignements militaires. Cette opération avait été volontairement organisée un dimanche afin de minimiser les pertes humaines éventuelles[réf. nécessaire]. Cependant, dix militaires irakiens et un civil français furent tués lors de ce bombardement israélien. Le civil français était Damien Chaussepied, un ingénieur INSA de 25 ans, qui travaillait pour Air liquide et le CEA.
En 1991, durant l'opération Tempête du désert, plusieurs raids massifs de F-117 et de F-111 détruisent le complexe qui était l'un des plus fortifiés d'Irak.

## Contexte
La France livra à l'Irak beaucoup d'armes lors de la guerre Iran-Irak (près de 900 missiles antinavires Exocet, plus de 130 Mirage F1, etc.), l'Irak recevant alors 1/3 des exportations d'armement françaises, pour 17 milliards de dollars entre 1980 et 1986.

### Émission de Radio
- Fabrice Drouelle, « Osirak : quand la France fait face au Mossad opérations spéciales », émission de 48 min [], sur France Inter, Affaires sensibles, 20 novembre 2023 (consulté le 27 novembre 2023).